# Plecodus straeleni
Plecodus straeleni är en fiskart som beskrevs av Poll, 1948. Plecodus straeleni ingår i släktet Plecodus och familjen Cichlidae. IUCN kategoriserar arten globalt som livskraftig. Inga underarter finns listade i Catalogue of Life.